# فهرست فرودگاه‌های فیلیپین
این مقاله شامل فهرست فرودگاه‌های فیلیپین است.

## فرودگاه‌ها

### CAAP-classified airports
The list below follows the CAAP's classification for airports in the Philippines.
| شهر/شهرستان                 | استان             | یاتا      | ایکائو      | نام فرودگاه                        | Classification    | مختصات                                                          |
| --------------------------- | ----------------- | --------- | ----------- | ---------------------------------- | ----------------- | --------------------------------------------------------------- |
| Silay                       | نگرو غربی         | BCD       | RPVB        | فرودگاه بین‌المللی باکولود-سیلای    | بین‌المللی         | ۱۰°۴۶′۳۵″ شمالی ۱۲۳°۰۰′۵۵″ شرقی / ۱۰٫۷۷۶۳۹°شمالی ۱۲۳٫۰۱۵۲۸°شرقی |
| Angeles                     | پامپانگا          | CRK       | RPLC (RPMK) | فرودگاه بین‌المللی کلارک            | بین‌المللی         | ۱۵°۱۱′۰۹″ شمالی ۱۲۰°۳۳′۳۵″ شرقی / ۱۵٫۱۸۵۸۳°شمالی ۱۲۰٫۵۵۹۷۲°شرقی |
| داوائو سیتی                 | داوائو جنوبی      | DVO       | RPMD (RPWD) | فرودگاه بین‌المللی فرانسیسکو بنگویی | بین‌المللی         | ۰۷°۰۷′۳۱″ شمالی ۱۲۵°۳۸′۴۴″ شرقی / ۷٫۱۲۵۲۸°شمالی ۱۲۵٫۶۴۵۵۶°شرقی  |
| جنرال سانتوس                | کوتاباتو جنوبی    | GES       | RPMR        | فرودگاه بین‌المللی ژنرال سانتوس     | بین‌المللی         | ۰۶°۰۳′۲۸″ شمالی ۱۲۵°۰۵′۴۵″ شرقی / ۶٫۰۵۷۷۸°شمالی ۱۲۵٫۰۹۵۸۳°شرقی  |
| Cabatuan                    | ایلوئیلو          | ILO       | RPVI        | فرودگاه بین‌المللی ایلوئیلو         | بین‌المللی         | ۱۰°۴۹′۵۶″ شمالی ۱۲۲°۲۹′۳۵″ شرقی / ۱۰٫۸۳۲۲۲°شمالی ۱۲۲٫۴۹۳۰۶°شرقی |
| Kalibo                      | آکلان             | KLO       | RPVK        | فرودگاه بین‌المللی کالیبو           | بین‌المللی         | ۱۱°۴۰′۴۵″ شمالی ۱۲۲°۲۲′۳۴″ شرقی / ۱۱٫۶۷۹۱۷°شمالی ۱۲۲٫۳۷۶۱۱°شرقی |
| Laoag                       | ایلوکوس شمالی     | LAO       | RPLI        | فرودگاه بین‌المللی لاواگ            | بین‌المللی         | ۱۸°۱۰′۴۱″ شمالی ۱۲۰°۳۱′۵۳″ شرقی / ۱۸٫۱۷۸۰۶°شمالی ۱۲۰٫۵۳۱۳۹°شرقی |
| Lapu-Lapu                   | جزیره سبو         | CEB       | RPVM        | فرودگاه بین‌المللی مکتان-کبو        | بین‌المللی         | ۱۰°۱۸′۴۸″ شمالی ۱۲۳°۵۸′۵۸″ شرقی / ۱۰٫۳۱۳۳۳°شمالی ۱۲۳٫۹۸۲۷۸°شرقی |
| پارانیاکه/Pasay             | کلانشهر مانیل     | MNL       | RPLL (RPMM) | فرودگاه بین‌المللی نینوی آکوئینو    | بین‌المللی         | ۱۴°۳۰′۳۱″ شمالی ۱۲۱°۰۱′۱۰″ شرقی / ۱۴٫۵۰۸۶۱°شمالی ۱۲۱٫۰۱۹۴۴°شرقی |
| پورتوپرنسس                  | پالاوان           | PPS       | RPVP        | فرودگاه بین‌المللی پورتو پرینسسا    | بین‌المللی         | ۰۹°۴۴′۳۱″ شمالی ۱۱۸°۴۵′۳۱″ شرقی / ۹٫۷۴۱۹۴°شمالی ۱۱۸٫۷۵۸۶۱°شرقی  |
| Morong                      | باتاآن            | SFS       | RPLB (RPMB) | فرودگاه بین‌المللی سوبیک بی         | بین‌المللی         | ۱۴°۴۷′۴۰″ شمالی ۱۲۰°۱۶′۱۶″ شرقی / ۱۴٫۷۹۴۴۴°شمالی ۱۲۰٫۲۷۱۱۱°شرقی |
| Zamboanga City              | زامبوانگا جنوبی   | ZAM       | RPMZ        | فرودگاه بین‌المللی زامبونگا         | بین‌المللی         | ۰۶°۵۵′۲۰″ شمالی ۱۲۲°۰۳′۳۴″ شرقی / ۶٫۹۲۲۲۲°شمالی ۱۲۲٫۰۵۹۴۴°شرقی  |
| Butuan                      | آگوسان شمالی      | BXU       | RPME (RPWE) | فرودگاه بانکسی                     | Principal-Class 1 | ۰۸°۵۷′۰۴″ شمالی ۱۲۵°۲۸′۴۰″ شرقی / ۸٫۹۵۱۱۱°شمالی ۱۲۵٫۴۷۷۷۸°شرقی  |
| Cagayan de Oro              | میسامی شرقی       | CGY       | RPML (RPWL) | فرودگاه لومبیا                     | Principal-Class 1 | ۰۸°۲۴′۵۶″ شمالی ۱۲۴°۳۶′۴۰″ شرقی / ۸٫۴۱۵۵۶°شمالی ۱۲۴٫۶۱۱۱۱°شرقی  |
| Cotabato City               | ماگوئیندانائو     | CBO       | RPMC (RPWC) | فرودگاه آوانگ                      | Principal-Class 1 | ۰۷°۰۹′۵۴″ شمالی ۱۲۴°۱۲′۳۴″ شرقی / ۷٫۱۶۵۰۰°شمالی ۱۲۴٫۲۰۹۴۴°شرقی  |
| Dipolog                     | زامبوانگا شمالی   | DPL       | RPMG (RPWG) | فرودگاه دیپولوگ                    | Principal-Class 1 | ۰۸°۳۶′۰۶″ شمالی ۱۲۳°۲۰′۳۳″ شرقی / ۸٫۶۰۱۶۷°شمالی ۱۲۳٫۳۴۲۵۰°شرقی  |
| Sibulan                     | نگرو شرقی         | DGT       | RPVD        | فرودگاه سیبولان                    | Principal-Class 1 | ۰۹°۲۰′۰۱″ شمالی ۱۲۳°۱۸′۰۲″ شرقی / ۹٫۳۳۳۶۱°شمالی ۱۲۳٫۳۰۰۵۶°شرقی  |
| Legazpi                     | آلبای             | LGP       | RPLP        | فرودگاه لگازپای                    | Principal-Class 1 | ۱۳°۰۹′۰۹″ شمالی ۱۲۳°۴۳′۴۸″ شرقی / ۱۳٫۱۵۲۵۰°شمالی ۱۲۳٫۷۳۰۰۰°شرقی |
| Pili                        | کامارینه جنوبی    | WNP       | RPUN        | فرودگاه ناگا                       | Principal-Class 1 | ۱۳°۳۵′۰۵″ شمالی ۱۲۳°۱۶′۱۲″ شرقی / ۱۳٫۵۸۴۷۲°شمالی ۱۲۳٫۲۷۰۰۰°شرقی |
| Pagadian                    | زامبوانگا جنوبی   | PAG       | RPMP (RPWP) | فرودگاه پاگادیان                   | Principal-Class 1 | ۰۷°۴۹′۳۸″ شمالی ۱۲۳°۲۷′۳۰″ شرقی / ۷٫۸۲۷۲۲°شمالی ۱۲۳٫۴۵۸۳۳°شرقی  |
| Roxas                       | کاپیز             | RXS       | RPVR        | فرودگاه رخس                        | Principal-Class 1 | ۱۱°۳۵′۵۱″ شمالی ۱۲۲°۴۵′۰۶″ شرقی / ۱۱٫۵۹۷۵۰°شمالی ۱۲۲٫۷۵۱۶۷°شرقی |
| San Jose                    | میندورو غربی      | SJI       | RPUH        | فرودگاه سن جزح (میندرو)            | Principal-Class 1 | ۱۲°۲۱′۴۱″ شمالی ۱۲۱°۰۲′۴۸″ شرقی / ۱۲٫۳۶۱۳۹°شمالی ۱۲۱٫۰۴۶۶۷°شرقی |
| تاکلوبان                    | لیته              | TAC       | RPVA        | فرودگاه دنیل ز. روموالدز           | Principal-Class 1 | ۱۱°۱۳′۳۹″ شمالی ۱۲۵°۰۱′۴۰″ شرقی / ۱۱٫۲۲۷۵۰°شمالی ۱۲۵٫۰۲۷۷۸°شرقی |
| تاگبیلاران                  | بهل (فیلیپین)     | TAG       | RPVT        | فرودگاه تاگبیلاران                 | Principal-Class 1 | ۰۹°۳۹′۵۰″ شمالی ۱۲۳°۵۱′۱۱″ شرقی / ۹٫۶۶۳۸۹°شمالی ۱۲۳٫۸۵۳۰۶°شرقی  |
| Tuguegarao                  | کاگایان           | TUG       | RPUT        | فرودگاه تاگیگارائو                 | Principal-Class 1 | ۱۷°۳۸′۳۶″ شمالی ۱۲۱°۴۴′۰۰″ شرقی / ۱۷٫۶۴۳۳۳°شمالی ۱۲۱٫۷۳۳۳۳°شرقی |
| San Jose de Buenavista      | آنتیک             | EUQ       | RPVS        | فرودگاه اولیو هاویر                | Principal-Class 2 | ۱۰°۴۵′۵۷″ شمالی ۱۲۱°۵۶′۰۰″ شرقی / ۱۰٫۷۶۵۸۳°شمالی ۱۲۱٫۹۳۳۳۳°شرقی |
| باگیو                       | بنگوئه            | BAG       | RPUB        | فرودگاه لواکان                     | Principal-Class 2 | ۱۶°۲۲′۳۰″ شمالی ۱۲۰°۳۷′۱۰″ شرقی / ۱۶٫۳۷۵۰۰°شمالی ۱۲۰٫۶۱۹۴۴°شرقی |
| Basco (Batan Island)        | باتانه            | BSO       | RPUO        | فرودگاه باسکو                      | Principal-Class 2 | ۲۰°۲۷′۰۵″ شمالی ۱۲۱°۵۸′۴۷″ شرقی / ۲۰٫۴۵۱۳۹°شمالی ۱۲۱٫۹۷۹۷۲°شرقی |
| Bongao                      | تاوی تاوی         | SGS (TWT) | RPMN (RPWN) | فرودگاه سنگاسنگا                   | Principal-Class 2 | ۰۵°۰۲′۴۹″ شمالی ۱۱۹°۴۴′۳۴″ شرقی / ۵٫۰۴۶۹۴°شمالی ۱۱۹٫۷۴۲۷۸°شرقی  |
| Coron (جزیره بوسوانگا)      | پالاوان           | USU       | RPVV        | فرودگاه فرانسیسکو بی. ریز          | Principal-Class 2 | ۱۲°۰۷′۱۷″ شمالی ۱۲۰°۰۶′۰۰″ شرقی / ۱۲٫۱۲۱۳۹°شمالی ۱۲۰٫۱۰۰۰۰°شرقی |
| Calbayog                    | سامار             | CYP       | RPVC        | فرودگاه کالبایوگ                   | Principal-Class 2 | ۱۲°۰۴′۲۲″ شمالی ۱۲۴°۳۲′۴۲″ شرقی / ۱۲٫۰۷۲۷۸°شمالی ۱۲۴٫۵۴۵۰۰°شرقی |
| Mambajao                    | کامیگوئین         | CGM       | RPMH        | فرودگاه کامیگوئین                  | Principal-Class 2 | ۰۹°۱۵′۱۲″ شمالی ۱۲۴°۴۲′۲۵″ شرقی / ۹٫۲۵۳۳۳°شمالی ۱۲۴٫۷۰۶۹۴°شرقی  |
| Catarman                    | سامار شمالی       | CRM       | RPVF        | فرودگاه کتارمان نشنل               | Principal-Class 2 | ۱۲°۳۰′۰۹″ شمالی ۱۲۴°۳۸′۰۹″ شرقی / ۱۲٫۵۰۲۵۰°شمالی ۱۲۴٫۶۳۵۸۳°شرقی |
| Malay (Boracay)             | آکلان             | MPH       | RPVE        | فرودگاه گدفریدو پی راموس           | Principal-Class 2 | ۱۱°۵۵′۲۹″ شمالی ۱۲۱°۵۷′۱۸″ شرقی / ۱۱٫۹۲۴۷۲°شمالی ۱۲۱٫۹۵۵۰۰°شرقی |
| Magsaysay (کویو، پالاوان)   | پالاوان           | CYU       | RPLO (RPCU) | فرودگاه کویو                       | Principal-Class 2 | ۱۰°۵۱′۲۹″ شمالی ۱۲۱°۰۴′۱۰″ شرقی / ۱۰٫۸۵۸۰۶°شمالی ۱۲۱٫۰۶۹۴۴°شرقی |
| Jolo                        | سولو (فیلیپین)    | JOL       | RPMJ (RPWJ) | فرودگاه جولو                       | Principal-Class 2 | ۰۶°۰۳′۱۳″ شمالی ۱۲۱°۰۰′۴۰″ شرقی / ۶٫۰۵۳۶۱°شمالی ۱۲۱٫۰۱۱۱۱°شرقی  |
| Gasan                       | ماریندوک          | MRQ       | RPUW        | فرودگاه ماریندوک                   | Principal-Class 2 | ۱۳°۲۱′۳۶″ شمالی ۱۲۱°۴۹′۳۱″ شرقی / ۱۳٫۳۶۰۰۰°شمالی ۱۲۱٫۸۲۵۲۸°شرقی |
| Masbate City                | ماسباته           | MBT       | RPVJ        | فرودگاه مواسه ر. اسپینوزا          | Principal-Class 2 | ۱۲°۲۲′۱۰″ شمالی ۱۲۳°۳۷′۴۵″ شرقی / ۱۲٫۳۶۹۴۴°شمالی ۱۲۳٫۶۲۹۱۷°شرقی |
| اورموک                      | لیته              | OMC       | RPVO        | فرودگاه اورموک                     | Principal-Class 2 | ۱۱°۰۳′۲۲″ شمالی ۱۲۴°۳۳′۵۶″ شرقی / ۱۱٫۰۵۶۱۱°شمالی ۱۲۴٫۵۶۵۵۶°شرقی |
| Alcantara (جزیره تابلاس)    | رومبلون           | TBH       | RPVU        | فرودگاه تاگدن                      | Principal-Class 2 | ۱۲°۱۸′۳۹″ شمالی ۱۲۲°۰۴′۴۶″ شرقی / ۱۲٫۳۱۰۸۳°شمالی ۱۲۲٫۰۷۹۴۴°شرقی |
| Del Carmen (Siargao Island) | سوریگائو شمالی    | IAO (SOS) | RPNS (RPSI) | فرودگاه سیک                        | Principal-Class 2 | ۰۹°۵۱′۳۳″ شمالی ۱۲۶°۰۰′۵۵″ شرقی / ۹٫۸۵۹۱۷°شمالی ۱۲۶٫۰۱۵۲۸°شرقی  |
| Surigao                     | سوریگائو شمالی    | SUG       | RPMS (RPWS) | فرودگاه سوریگائو                   | Principal-Class 2 | ۰۹°۴۵′۲۸″ شمالی ۱۲۵°۲۸′۵۱″ شرقی / ۹٫۷۵۷۷۸°شمالی ۱۲۵٫۴۸۰۸۳°شرقی  |
| Tandag                      | سوریگائو جنوبی    | TDG       | RPMW (RPWW) | فرودگاه تانداگ                     | Principal-Class 2 | ۰۹°۰۴′۲۰″ شمالی ۱۲۶°۱۰′۱۷″ شرقی / ۹٫۰۷۲۲۲°شمالی ۱۲۶٫۱۷۱۳۹°شرقی  |
| Virac                       | کاتاندوانه        | VRC       | RPUV        | فرودگاه ویراک                      | Principal-Class 2 | ۱۳°۳۴′۳۵″ شمالی ۱۲۴°۱۲′۲۰″ شرقی / ۱۳٫۵۷۶۳۹°شمالی ۱۲۴٫۲۰۵۵۶°شرقی |
| Perez (Alabat Island)       | کزون              |           | RPLY (RPXT) | Alabat Airport                     | Community         | ۱۴°۱۳′۵۷″ شمالی ۱۲۱°۵۵′۴۴″ شرقی / ۱۴٫۲۳۲۵۰°شمالی ۱۲۱٫۹۲۸۸۹°شرقی |
| Surallah                    | کوتاباتو جنوبی    | AAV       | RPMA (RPWA) | فرودگاه الله ولی                   | Community         | ۰۶°۲۲′۰۴″ شمالی ۱۲۴°۴۵′۰۹″ شرقی / ۶٫۳۶۷۷۸°شمالی ۱۲۴٫۷۵۲۵۰°شرقی  |
| Bagabag                     | نوئه‌وا ویزکایا    |           | RPUZ        | فرودگاه باگاباگ                    | Community         | ۱۶°۳۷′۰۹″ شمالی ۱۲۱°۱۵′۰۸″ شرقی / ۱۶٫۶۱۹۱۷°شمالی ۱۲۱٫۲۵۲۲۲°شرقی |
| San Luis                    | آرورا (فیلیپین)   | BQA       | RPUR        | فرودگاه دکتر جوآن سی آنگرا         | Community         | ۱۵°۴۳′۴۹″ شمالی ۱۲۱°۳۰′۰۶″ شرقی / ۱۵٫۷۳۰۲۸°شمالی ۱۲۱٫۵۰۱۶۷°شرقی |
| Santa Fe (جزیره بانتایان)   | جزیره سبو         |           | RPSB        | فرودگاه بانتایان                   | Community         | ۱۱°۰۹′۴۳″ شمالی ۱۲۳°۴۷′۰۶″ شرقی / ۱۱٫۱۶۱۹۴°شمالی ۱۲۳٫۷۸۵۰۰°شرقی |
| Naval                       | بیلیران           |           | RPVQ (RPNA) | فرودگاه بیلیران                    | Community         | ۱۱°۳۰′۵۵″ شمالی ۱۲۴°۲۵′۴۷″ شرقی / ۱۱٫۵۱۵۲۸°شمالی ۱۲۴٫۴۲۹۷۲°شرقی |
| Bislig                      | سوریگائو جنوبی    | BPH       | RPMF (RPWZ) | فرودگاه بیسلیگ                     | Community         | ۰۸°۱۱′۴۴″ شمالی ۱۲۶°۱۹′۱۷″ شرقی / ۸٫۱۹۵۵۶°شمالی ۱۲۶٫۳۲۱۳۹°شرقی  |
| Borongan                    | سامار شرقی        | BPR       | RPVW        | فرودگاه بورونگان                   | Community         | ۱۱°۴۰′۲۷″ شمالی ۱۲۵°۲۸′۴۳″ شرقی / ۱۱٫۶۷۴۱۷°شمالی ۱۲۵٫۴۷۸۶۱°شرقی |
| Bulan                       | سوروسوگون         |           | RPUU        | Bulan Airport                      | Community         | ۱۲°۴۱′۰۲″ شمالی ۱۲۳°۵۲′۳۸″ شرقی / ۱۲٫۶۸۳۸۹°شمالی ۱۲۳٫۸۷۷۲۲°شرقی |
| Calapan                     | میندورو شرقی      | CPP       | RPUK        | Calapan Airport                    | Community         | ۱۳°۲۵′۲۳″ شمالی ۱۲۱°۱۲′۰۶″ شرقی / ۱۳٫۴۲۳۰۶°شمالی ۱۲۱٫۲۰۱۶۷°شرقی |
| Mapun                       | تاوی تاوی         | CDY       | RPMU        | فرودگاه کگایان دو سولو             | Community         | ۰۷°۰۰′۴۸″ شمالی ۱۱۸°۲۹′۴۶″ شرقی / ۷٫۰۱۳۳۳°شمالی ۱۱۸٫۴۹۶۱۱°شرقی  |
| Catbalogan                  | سامار             |           | RPVY (RPCA) | فرودگاه کتبالوگان                  | Community         | ۱۱°۴۸′۳۶″ شمالی ۱۲۴°۴۹′۴۸″ شرقی / ۱۱٫۸۱۰۰۰°شمالی ۱۲۴٫۸۳۰۰۰°شرقی |
| Cauayan                     | ایزابلا           | CYZ       | RPUY        | فرودگاه کوایان                     | Community         | ۱۶°۵۵′۴۷″ شمالی ۱۲۱°۴۵′۱۱″ شرقی / ۱۶٫۹۲۹۷۲°شمالی ۱۲۱٫۷۵۳۰۶°شرقی |
| Daet                        | کامارینه شمالی    | DTE       | RPUD        | فرودگاه باگاسباس                   | Community         | ۱۴°۰۷′۴۶″ شمالی ۱۲۲°۵۸′۵۰″ شرقی / ۱۴٫۱۲۹۴۴°شمالی ۱۲۲٫۹۸۰۵۶°شرقی |
| Guiuan                      | سامار شرقی        |           | RPVG        | فرودگاه گوئی‌یوان                   | Community         | ۱۱°۰۲′۰۷″ شمالی ۱۲۵°۴۴′۲۹″ شرقی / ۱۱٫۰۳۵۲۸°شمالی ۱۲۵٫۷۴۱۳۹°شرقی |
| Hilongos                    | لیته              |           | RPVH        | فرودگاه هیلنگس                     | Community         | ۱۰°۲۲′۳۶″ شمالی ۱۲۴°۴۵′۴۰″ شرقی / ۱۰٫۳۷۶۶۷°شمالی ۱۲۴٫۷۶۱۱۱°شرقی |
| Iba                         | زامباله           |           | RPUI        | فرودگاه آیبا                       | Community         | ۱۵°۱۹′۳۳″ شمالی ۱۱۹°۵۸′۰۶″ شرقی / ۱۵٫۳۲۵۸۳°شمالی ۱۱۹٫۹۶۸۳۳°شرقی |
| Baloi                       | لانائو شمالی      | IGN       | RPMI (RPWX) | فرودگاه ماریا کریستینا             | Community         | ۰۸°۰۷′۵۰″ شمالی ۱۲۴°۱۲′۵۳″ شرقی / ۸٫۱۳۰۵۶°شمالی ۱۲۴٫۲۱۴۷۲°شرقی  |
| Ipil                        | زامبوانگا سیبوگای | IPE       | RPMV        | فرودگاه آیپیل                      | Community         | ۰۷°۴۷′۱۰″ شمالی ۱۲۲°۳۶′۰۴″ شرقی / ۷٫۷۸۶۱۱°شمالی ۱۲۲٫۶۰۱۱۱°شرقی  |
| Itbayat (Itbayat Island)    | باتانه            |           | RPLT (RPXI) | فرودگاه ایتبایات                   | Community         | ۲۰°۴۳′۲۲″ شمالی ۱۲۱°۴۸′۳۶″ شرقی / ۲۰٫۷۲۲۷۸°شمالی ۱۲۱٫۸۱۰۰۰°شرقی |
| Jomalig (Polillo Islands)   | کزون              |           | RPLJ (RPXJ) | Jomalig Airport                    | Community         | ۱۴°۴۲′۱۵″ شمالی ۱۲۲°۱۹′۵۱″ شرقی / ۱۴٫۷۰۴۱۷°شمالی ۱۲۲٫۳۳۰۸۳°شرقی |
| Liloy                       | زامبوانگا شمالی   |           | RPMX        | Liloy Airport                      | Community         | ۰۸°۰۶′۰۶″ شمالی ۱۲۲°۴۰′۱۴″ شرقی / ۸٫۱۰۱۶۷°شمالی ۱۲۲٫۶۷۰۵۶°شرقی  |
| Lingayen                    | پانگاسینان        |           | RPUG        | فرودگاه لینگاین                    | Community         | ۱۶°۰۲′۰۶″ شمالی ۱۲۰°۱۴′۳۰″ شرقی / ۱۶٫۰۳۵۰۰°شمالی ۱۲۰٫۲۴۱۶۷°شرقی |
| Lubang (Lubang Island)      | میندورو غربی      | LBX       | RPLU (RPXG) | فرودگاه لوبانگ                     | Community         | ۱۳°۵۱′۲۱″ شمالی ۱۲۰°۰۶′۲۱″ شرقی / ۱۳٫۸۵۵۸۳°شمالی ۱۲۰٫۱۰۵۸۳°شرقی |
| Maasin                      | لیته جنوبی        |           | RPSM        | فرودگاه پانان-آوان                 | Community         | ۱۰°۱۱′۱۳″ شمالی ۱۲۴°۴۷′۰۰″ شرقی / ۱۰٫۱۸۶۹۴°شمالی ۱۲۴٫۷۸۳۳۳°شرقی |
| Malabang                    | لانائو جنوبی      | MLP       | RPMM (RPWM) | Malabang Airport                   | Community         | ۰۷°۳۷′۰۲″ شمالی ۱۲۴°۰۳′۲۷″ شرقی / ۷٫۶۱۷۲۲°شمالی ۱۲۴٫۰۵۷۵۰°شرقی  |
| Malaybalay                  | بوکیدنون          |           | RPMY (RPWY) | Malaybalay Airport                 | Community         | ۰۸°۰۸′۲۶″ شمالی ۱۲۵°۰۷′۰۹″ شرقی / ۸٫۱۴۰۵۶°شمالی ۱۲۵٫۱۱۹۱۷°شرقی  |
| Mamburao                    | میندورو غربی      | MBO       | RPUM        | Mamburao Airport                   | Community         | ۱۳°۱۲′۳۲″ شمالی ۱۲۰°۳۶′۱۸″ شرقی / ۱۳٫۲۰۸۸۹°شمالی ۱۲۰٫۶۰۵۰۰°شرقی |
| Mansalay                    | میندورو شرقی      |           | RPLG        | Wasig (Mansalay) Airport           | Community         | ۱۲°۳۲′۰۱″ شمالی ۱۲۱°۲۸′۵۲″ شرقی / ۱۲٫۵۳۳۶۱°شمالی ۱۲۱٫۴۸۱۱۱°شرقی |
| Mati                        | داوائو شرقی       | MXI       | RPMQ        | فرودگاه ایملدا آر. مارکوس          | Community         | ۰۶°۵۶′۵۸″ شمالی ۱۲۶°۱۶′۲۲″ شرقی / ۶٫۹۴۹۴۴°شمالی ۱۲۶٫۲۷۲۷۸°شرقی  |
| Ozamiz                      | میسامی غربی       | OZC       | RPMO (RPWI) | فرودگاه لابو                       | Community         | ۰۸°۱۰′۴۳″ شمالی ۱۲۳°۵۰′۲۹″ شرقی / ۸٫۱۷۸۶۱°شمالی ۱۲۳٫۸۴۱۳۹°شرقی  |
| Palanan                     | ایزابلا           |           | RPLN (RPPA) | فرودگاه پالانان                    | Community         | ۱۷°۰۳′۵۶″ شمالی ۱۲۲°۲۵′۳۹″ شرقی / ۱۷٫۰۶۵۵۶°شمالی ۱۲۲٫۴۲۷۵۰°شرقی |
| Pinamalayan                 | میندورو شرقی      |           | RPLA        | Pinamalayan Airport                | Community         | ۱۲°۵۹′۱۱″ شمالی ۱۲۱°۲۵′۳۳″ شرقی / ۱۲٫۹۸۶۳۹°شمالی ۱۲۱٫۴۲۵۸۳°شرقی |
| Plaridel                    | بولاکان           |           | RPUX        | فرودگاه پلاریدل                    | Community         | ۱۴°۵۳′۲۶″ شمالی ۱۲۰°۵۱′۱۰″ شرقی / ۱۴٫۸۹۰۵۶°شمالی ۱۲۰٫۸۵۲۷۸°شرقی |
| Rosales                     | پانگاسینان        |           | RPLR        | Rosales Airport                    | Community         | ۱۵°۵۳′۰۶″ شمالی ۱۲۰°۳۶′۱۶″ شرقی / ۱۵٫۸۸۵۰۰°شمالی ۱۲۰٫۶۰۴۴۴°شرقی |
| San Fernando                | لا یونیون         | SFE       | RPUS        | فرودگاه سن فرناندو (فیلیپپین)      | Community         | ۱۶°۳۵′۴۱″ شمالی ۱۲۰°۱۸′۱۳″ شرقی / ۱۶٫۵۹۴۷۲°شمالی ۱۲۰٫۳۰۳۶۱°شرقی |
| Siocon                      | زامبوانگا شمالی   | XSO       | RPNO        | Siocon Airport                     | Community         | ۰۷°۴۲′۳۵″ شمالی ۱۲۲°۰۹′۴۴″ شرقی / ۷٫۷۰۹۷۲°شمالی ۱۲۲٫۱۶۲۲۲°شرقی  |
| Siquijor                    | سیکیخور           |           | RPVZ (RPSQ) | Siquijor Airport                   | Community         | ۰۹°۱۲′۳۸″ شمالی ۱۲۳°۲۸′۰۹″ شرقی / ۹٫۲۱۰۵۶°شمالی ۱۲۳٫۴۶۹۱۷°شرقی  |
| Sorsogon City               | سوروسوگون         |           | RPLZ (RPXU) | Sorsogon (Gabao/Bacon) Airport     | Community         | ۱۳°۰۰′۲۶″ شمالی ۱۲۴°۰۱′۳۴″ شرقی / ۱۳٫۰۰۷۲۲°شمالی ۱۲۴٫۰۲۶۱۱°شرقی |
| Ubay                        | بهل (فیلیپین)     |           | RPSN (RPBY) | فرودگاه اوبای                      | Community         | ۱۰°۰۳′۳۳″ شمالی ۱۲۴°۲۵′۳۱″ شرقی / ۱۰٫۰۵۹۱۷°شمالی ۱۲۴٫۴۲۵۲۸°شرقی |
| ویگان (فیلیپین)             | ایلوکوس جنوبی     | VGN       | RPUQ        | فرودگاه میندورو                    | Community         | ۱۷°۳۳′۱۷″ شمالی ۱۲۰°۲۱′۲۲″ شرقی / ۱۷٫۵۵۴۷۲°شمالی ۱۲۰٫۳۵۶۱۱°شرقی |
| Wao                         | لانائو جنوبی      |           |             | Wao Airport                        | Community         | ۰۷°۳۸′۰۵″ شمالی ۱۲۴°۴۴′۰۱″ شرقی / ۷٫۶۳۴۷۲°شمالی ۱۲۴٫۷۳۳۶۱°شرقی  |

1. ^  Cities that have become independent of the province are listed with the province it was formerly part of, as is the practice for statistical purposes.

### فرودگاه‌های در حال ساخت
| مکان                             | نام فرودگاه                                          | نوع       | وضعیت                  | مختصات                                                          |
| -------------------------------- | ---------------------------------------------------- | --------- | ---------------------- | --------------------------------------------------------------- |
| Laguindingan، میسامی شرقی        | فرودگاه بین‌المللی لاگویندینگان                       | بین‌المللی | در حال ساخت            | ۰۸°۳۶′۴۳″ شمالی ۱۲۴°۲۷′۲۱″ شرقی / ۸٫۶۱۱۹۴°شمالی ۱۲۴٫۴۵۵۸۳°شرقی  |
| Daraga، آلبای                    | Bicol (Southern Luzon/Legazpi) International Airport | بین‌المللی | در حال ساخت            | ۱۳°۰۷′۰۱″ شمالی ۱۲۳°۴۰′۴۲″ شرقی / ۱۳٫۱۱۶۹۴°شمالی ۱۲۳٫۶۷۸۳۳°شرقی |
| Panglao، بهل (فیلیپین)           | New Bohol (Panglao) International Airport            | بین‌المللی | در حال ساخت            | ۰۹°۳۳′۵۲″ شمالی ۱۲۳°۴۵′۵۷″ شرقی / ۹٫۵۶۴۴۴°شمالی ۱۲۳٫۷۶۵۸۳°شرقی  |
| San Jose، رومبلون                | Carabao Island Airport                               | بین‌المللی | Planning stages        |                                                                 |
| Zamboanga City                   | فرودگاه بین‌المللی زامبونگا                           | بین‌المللی | Planning stages        |                                                                 |
| Lal-lo، کاگایان                  | Northern Cagayan International Airport               | بین‌المللی | Planning stages        | ۱۸°۱۰′۲۱″ شمالی ۱۲۱°۴۵′۲۸″ شرقی / ۱۸٫۱۷۲۵۰°شمالی ۱۲۱٫۷۵۷۷۸°شرقی |
| San Fernando City، لا یونیون     | فرودگاه سن فرناندو (فیلیپپین)                        | بین‌المللی | Upgrading finished (?) | ۱۶°۳۵′۴۱″ شمالی ۱۲۰°۱۸′۱۳″ شرقی / ۱۶٫۵۹۴۷۲°شمالی ۱۲۰٫۳۰۳۶۱°شرقی |
| San Vicente، پالاوان             | San Vicente Airport                                  | داخلی     | در حال ساخت            | ۱۰°۳۱′۳۰″ شمالی ۱۱۹°۱۶′۲۶″ شرقی / ۱۰٫۵۲۵۰۰°شمالی ۱۱۹٫۲۷۳۸۹°شرقی |
| Casiguran، آرورا (فیلیپین)       | Casiguran Airport                                    | داخلی     | Upgrading underway (?) | ۱۶°۱۱′۳۸″ شمالی ۱۲۲°۰۳′۴۸″ شرقی / ۱۶٫۱۹۳۸۹°شمالی ۱۲۲٫۰۶۳۳۳°شرقی |
| Sipalay City، نگرو غربی          | Sipalay Airport (San Jose Airstrip)                  | داخلی     | Upgrading underway (?) | ۰۹°۴۷′۳۳″ شمالی ۱۲۲°۲۷′۰۶″ شرقی / ۹٫۷۹۲۵۰°شمالی ۱۲۲٫۴۵۱۶۷°شرقی  |
| الامیناس، پانگاسینان، پانگاسینان | Alaminos (Pangasinan) Airport                        | داخلی     | در حال ساخت            | ۱۶°۰۸′۴۵″ شمالی ۱۲۰°۰۲′۴۳″ شرقی / ۱۶٫۱۴۵۸۳°شمالی ۱۲۰٫۰۴۵۲۸°شرقی |
| San Antonio، سامار شمالی         | Dalupiri Airport                                     | داخلی     | در حال ساخت            | ۱۲°۲۵′۰۱″ شمالی ۱۲۴°۱۶′۲۷″ شرقی / ۱۲٫۴۱۶۹۴°شمالی ۱۲۴٫۲۷۴۱۷°شرقی |
| Kabankalan City، نگرو غربی       | فرودگاه داخلی شهر کابانکالان                         | داخلی     | در حال ساخت            | ۱۰°۰۰′۲۱″ شمالی ۱۲۲°۵۱′۰۴″ شرقی / ۱۰٫۰۰۵۸۳°شمالی ۱۲۲٫۸۵۱۱۱°شرقی |
| San Carlos City، نگرو غربی       | San Carlos City Airport                              | داخلی     | در حال ساخت            | ۱۰°۳۰′۳۵″ شمالی ۱۲۳°۲۶′۰۶″ شرقی / ۱۰٫۵۰۹۷۲°شمالی ۱۲۳٫۴۳۵۰۰°شرقی |
| Balabac، پالاوان                 | Balabac Airport                                      | داخلی     | Planning stages        |                                                                 |
| Daanbantayan، جزیره سبو          | Daanbantayan (North Cebu) Airstrip                   | داخلی     | Planning stages        |                                                                 |
| Libmanan، کامارینه جنوبی         | Libmanan Airport                                     | داخلی     | Planning stages        |                                                                 |
| Maddela، کویرینو                 | Quirino Airport                                      | داخلی     | Planning stages        |                                                                 |
| Don Carlos، بوکیدنون             | Bukidnon Airport (Maraymaray Airstrip)               | داخلی     | Proposed               | ۰۷°۴۲′۴۱″ شمالی ۱۲۴°۵۷′۰۴″ شرقی / ۷٫۷۱۱۳۹°شمالی ۱۲۴٫۹۵۱۱۱°شرقی  |
| Santa Marcela، آپایو             | Panay Airport                                        | داخلی     | Proposed               |                                                                 |
| President Quirino، سلطان کودرت   | Sultan Kudarat Airport                               | داخلی     | Proposed               |                                                                 |

### فرودگاه‌های تعطیل‌شده
- فرودگاه داخلی باکوولد سیتی (تعطیل پیش از سال ۲۰۰۸) (مختصات: ۱۰°۳۸′۳۳٫۰۴″ شمالی ۱۲۲°۵۵′۴۶٫۶۲″ شرقی / ۱۰٫۶۴۲۵۱۱۱°شمالی ۱۲۲٫۹۲۹۶۱۶۷°شرقی)
- فرودگاه ماندوریائو (تعطیل پیش از سال ۲۰۰۷) (مختصات ۱۰°۴۲′۴۷٫۰۴″ شمالی ۱۲۲°۳۲′۲۷٫۹۰″ شرقی / ۱۰٫۷۱۳۰۶۶۷°شمالی ۱۲۲٫۵۴۱۰۸۳۳°شرقی)

### فرودگاه‌های نظامی
| مکان                          | یاتا      | ایکائو      | نام مکان نظامی                                                                    | مختصات                                                          |
| ----------------------------- | --------- | ----------- | --------------------------------------------------------------------------------- | --------------------------------------------------------------- |
|                               |           |             | کاربری نظامی                                                                      |                                                                 |
| Lipa City، باتانگا            |           | RPUL        | پایگاه هوایی فرناندو                                                              | ۱۳°۵۷′۱۷″ شمالی ۱۲۱°۰۷′۲۹″ شرقی / ۱۳٫۹۵۴۷۲°شمالی ۱۲۱٫۱۲۴۷۲°شرقی |
| Cagayan de Oro City           |           |             | Camp Edilberto Evangelista Airfield                                               | ۰۸°۲۹′۳۱″ شمالی ۱۲۴°۳۷′۲۹″ شرقی / ۸٫۴۹۱۹۴°شمالی ۱۲۴٫۶۲۴۷۲°شرقی  |
| Tanay، ریزال                  |           |             | Camp Mateo Capinpin Airfield                                                      | ۱۴°۳۲′۰۵″ شمالی ۱۲۱°۲۱′۴۹″ شرقی / ۱۴٫۵۳۴۷۲°شمالی ۱۲۱٫۳۶۳۶۱°شرقی |
| San Fernando City، پامپانگا   |           |             | Camp Olivas (Moras) Airfield                                                      | ۱۵°۰۱′۱۱″ شمالی ۱۲۰°۴۲′۱۶″ شرقی / ۱۵٫۰۱۹۷۲°شمالی ۱۲۰٫۷۰۴۴۴°شرقی |
| Floridablanca، پامپانگا       |           | RPUF        | پایگاه هوایی باسا                                                                 | ۱۴°۵۹′۱۱″ شمالی ۱۲۰°۲۹′۳۳″ شرقی / ۱۴٫۹۸۶۳۹°شمالی ۱۲۰٫۴۹۲۵۰°شرقی |
| Capas، تارلاک                 |           | RPLQ (RPXC) | Crow Valley Gunnery Range                                                         | ۱۵°۱۴′۲۰″ شمالی ۱۲۰°۲۲′۲۰″ شرقی / ۱۵٫۲۳۸۸۹°شمالی ۱۲۰٫۳۷۲۲۲°شرقی |
| Cavite City، کاویته           | SGL (NSP) | RPLS        | پایگاه هوایی دنیلو اتینزا (formerly پایگاه هوایی نیول سنگلی پوینت)                | ۱۴°۲۹′۲۹″ شمالی ۱۲۰°۵۳′۳۸″ شرقی / ۱۴٫۴۹۱۳۹°شمالی ۱۲۰٫۸۹۳۸۹°شرقی |
| Pasuquin، ایلوکوس شمالی       |           |             | Jose Paredes Air Station                                                          | ۱۸°۲۴′۱۱″ شمالی ۱۲۰°۴۰′۰۰″ شرقی / ۱۸٫۴۰۳۰۶°شمالی ۱۲۰٫۶۶۶۶۷°شرقی |
| San Fernando City، لا یونیون  |           | RPLW (RPXP) | Poro Point (Wallace) Air Station                                                  | ۱۶°۳۷′۰۵″ شمالی ۱۲۰°۱۷′۰۰″ شرقی / ۱۶٫۶۱۸۰۶°شمالی ۱۲۰٫۲۸۳۳۳°شرقی |
| جنرال سانتوس                  |           | RPMB (RPWB) | Rajah Buayan Air Base                                                             | ۰۶°۰۶′۲۰″ شمالی ۱۲۵°۱۴′۰۶″ شرقی / ۶٫۱۰۵۵۶°شمالی ۱۲۵٫۲۳۵۰۰°شرقی  |
| Kalayaan، پالاوان             |           | RPPN        | Rancudo Airfield                                                                  | ۱۱°۰۳′۰۵″ شمالی ۱۱۴°۱۷′۰۱″ شرقی / ۱۱٫۰۵۱۳۹°شمالی ۱۱۴٫۲۸۳۶۱°شرقی |
| Sibutu، تاوی تاوی             |           |             | Sibutu Airfield                                                                   | ۰۴°۵۰′۰۰″ شمالی ۱۱۹°۲۸′۱۰″ شرقی / ۴٫۸۳۳۳۳°شمالی ۱۱۹٫۴۶۹۴۴°شرقی  |
| Rizal، پالاوان                |           | RPTP        | Tarumpitao Point Airfield                                                         | ۰۹°۰۲′۳۷″ شمالی ۱۱۷°۳۷′۵۹″ شرقی / ۹٫۰۴۳۶۱°شمالی ۱۱۷٫۶۳۳۰۶°شرقی  |
|                               |           |             | کاربری نظامی و غیرنظامی                                                           |                                                                 |
| پورتوپرنسس                    | PPS       | RPVP        | Antonio Bautista Air Base and فرودگاه بین‌المللی پورتو پرینسسا                     | ۰۹°۴۴′۳۱″ شمالی ۱۱۸°۴۵′۳۱″ شرقی / ۹٫۷۴۱۹۴°شمالی ۱۱۸٫۷۵۸۶۱°شرقی  |
| Lapu-Lapu City                | CEB (NOP) | RPVM (RPMT) | پایگاه هوایی مکتان و فرودگاه بین‌المللی مکتان-کبو                                  | ۱۰°۱۸′۴۸″ شمالی ۱۲۳°۵۸′۵۸″ شرقی / ۱۰٫۳۱۳۳۳°شمالی ۱۲۳٫۹۸۲۷۸°شرقی |
| Santa Ana، کاگایان            |           |             | Camilo Osias Naval Base - San Vicente Naval Airfield                              | ۱۸°۳۰′۱۳″ شمالی ۱۲۲°۰۸′۵۶″ شرقی / ۱۸٫۵۰۳۶۱°شمالی ۱۲۲٫۱۴۸۸۹°شرقی |
| Clark Freeport Zone           | CRK       | RPLC (RPMK) | Clark Air Base and فرودگاه بین‌المللی کلارک                                        | ۱۵°۱۱′۰۹″ شمالی ۱۲۰°۳۳′۳۵″ شرقی / ۱۵٫۱۸۵۸۳°شمالی ۱۲۰٫۵۵۹۷۲°شرقی |
| Zamboanga City                | ZAM       | RPMZ        | Edwin Andrews Air Base and فرودگاه بین‌المللی زامبونگا                             | ۰۶°۵۵′۲۰″ شمالی ۱۲۲°۰۳′۳۴″ شرقی / ۶٫۹۲۲۲۲°شمالی ۱۲۲٫۰۵۹۴۴°شرقی  |
| Palayan City، نوئه‌وا اکیجا    |           | RPLV (RPXM) | فورت مگسایسای                                                                     | ۱۵°۲۶′۰۲″ شمالی ۱۲۱°۰۵′۲۴″ شرقی / ۱۵٫۴۳۳۸۹°شمالی ۱۲۱٫۰۹۰۰۰°شرقی |
| Isabela City، باسیلان         |           | RP0F (RP16) | Menzi (Cabunbata) Airfield (Seahawk Landing Zone)                                 | ۰۶°۳۹′۲۲″ شمالی ۱۲۱°۵۸′۴۷″ شرقی / ۶٫۶۵۶۱۱°شمالی ۱۲۱٫۹۷۹۷۲°شرقی  |
| پارانیاکه/Pasay City          | MNL       | RPLL (RPAF) | پایگاه هوایی ویلامور (formerly Nichols Field) and فرودگاه بین‌المللی نینوی آکوئینو | ۱۴°۳۰′۳۱″ شمالی ۱۲۱°۰۱′۱۰″ شرقی / ۱۴٫۵۰۸۶۱°شمالی ۱۲۱٫۰۱۹۴۴°شرقی |
|                               |           |             | سابقاً نظامی                                                                       |                                                                 |
| Victorias City، نگرو غربی     |           |             | Alicante Airfield [defunct]                                                       | ۱۰°۵۳′۲۱″ شمالی ۱۲۳°۰۱′۰۷″ شرقی / ۱۰٫۸۸۹۱۷°شمالی ۱۲۳٫۰۱۸۶۱°شرقی |
| Cabanatuan City، نوئه‌وا اکیجا |           | RPUC        | Camp Tinio (Maniquis) Airfield                                                    | ۱۵°۲۹′۱۱″ شمالی ۱۲۱°۰۲′۳۰″ شرقی / ۱۵٫۴۸۶۳۹°شمالی ۱۲۱٫۰۴۱۶۷°شرقی |
| Camalaniugan، کاگایان         |           |             | Camalaniugan Airfield [defunct]                                                   | ۱۸°۱۸′۰۳″ شمالی ۱۲۱°۳۹′۵۳″ شرقی / ۱۸٫۳۰۰۸۳°شمالی ۱۲۱٫۶۶۴۷۲°شرقی |
| Morong، باتاآن                | SFS (NCP) | RPLB (RPMB) | پایگاه هوایی کوبی (now فرودگاه بین‌المللی سوبیک بی)                                | ۱۴°۴۷′۴۰″ شمالی ۱۲۰°۱۶′۱۶″ شرقی / ۱۴٫۷۹۴۴۴°شمالی ۱۲۰٫۲۷۱۱۱°شرقی |
| Echague، ایزابلا              |           |             | Echague Airfield [defunct]                                                        | ۱۶°۴۲′۰۵″ شمالی ۱۲۱°۳۹′۲۱″ شرقی / ۱۶٫۷۰۱۳۹°شمالی ۱۲۱٫۶۵۵۸۳°شرقی |
| Cavite City، کاویته           |           | RPLX (RPXR) | Kindley Landing Field (Corregidor)                                                | ۱۴°۲۳′۲۹″ شمالی ۱۲۰°۳۶′۲۶″ شرقی / ۱۴٫۳۹۱۳۹°شمالی ۱۲۰٫۶۰۷۲۲°شرقی |
| Santa Cruz، زامباله           |           |             | Naulo Point Airfield [defunct]                                                    | ۱۵°۴۲′۴۱″ شمالی ۱۱۹°۵۳′۵۴″ شرقی / ۱۵٫۷۱۱۳۹°شمالی ۱۱۹٫۸۹۸۳۳°شرقی |
| Porac، پامپانگا               |           |             | Porac Airfield [defunct]                                                          | ۱۵°۰۳′۱۱″ شمالی ۱۲۰°۳۲′۳۲″ شرقی / ۱۵٫۰۵۳۰۶°شمالی ۱۲۰٫۵۴۲۲۲°شرقی |

### پاورقی
1. ↑  «New Classification of National Airports» (PDF). بایگانی‌شده از اصلی (PDF) در ۱۵ فوریه ۲۰۱۰. دریافت‌شده در فوریه ۲۴, ۲۰۱۰.
2. ↑  «نسخه آرشیو شده». بایگانی‌شده از اصلی در ۱۵ مارس ۲۰۱۲. دریافت‌شده در ۱۲ مارس ۲۰۱۳.